# Mexiacla zoomati
Mexiacla zoomati är en insektsart som beskrevs av Andrej Vasiljevitj Gorochov 2007. Mexiacla zoomati ingår i släktet Mexiacla och familjen syrsor. Inga underarter finns listade i Catalogue of Life.